# レイモンド・モーリー
レイモンド・モーリー（Raymond Moley, 1886年9月27日 - 1975年2月18日）は、アメリカ合衆国の政治家。

## 生涯
1886年9月27日、モーリーはオハイオ州ビリーアにおいて誕生した。モーリーはボールドウィン・ウォレス大学とオバリン大学で学び、1908年にコロンビア大学で博士号を取得した。モーリーは1914年までにオハイオ州内のいくつかの学校で教壇に立ち、1916年にウェスタン・リザーブ大学で政治学の助教授となった。モーリーは1919年にクリーヴランド財団の理事長となった。
1923年、モーリーはコロンビア大学で教員となった。モーリーは刑事司法制度の専門家として知られるようになった。
モーリーはニューヨーク州知事フランクリン・ルーズベルトを支持した。モーリーは1933年の大統領選挙において、ルーズベルトの顧問団「ブレーントラスト」を組織するため、コロンビア大学の教授陣を集めた。モーリーをはじめとする顧問団はルーズベルトのニューディール政策について立案と遂行のための助言を行った。そしてルーズベルトが大統領に当選すると、モーリーは国務次官補に任命された。
モーリーはルーズベルト大統領を支援し、ニューディール政策の策定に当たった。だが1933年9月、モーリーは連邦政府の権限拡大に反対し、国務次官補を辞任した。モーリーは民主党から共和党へ移り、週刊誌ニューズウィークのコラムニストとなった。モーリーは保守派の人物としてよく知られるようになり、ニューディール政策と自由主義を批判した。モーリーは共和党において、ウェンデル・L・ウィルキー、バリー・ゴールドウォーター、そしてリチャード・ニクソンを支持した。